# 이터성 전투
이터성 전투(독일어: Schlacht um Schloss Itter)는 제2차 세계 대전 유럽 전구에서 일어난 마지막 전투 중 하나로 1945년 5월 5일 오스트리아 북티롤의 이터 마을에서 일어난 전투이다.
이 전투에서 대위 존 C. "잭" 리 주니어가 이끄는 미군 제21(XXI)군단 제12기갑사단 23전차대대, 독일 국방군 병사 다수, 탈영한 나치 친위대 인사,프랑스의 테니스 선수 진 보르투라 등 이터성에 수감되어 있다 탈출한 프랑스 레지스탕스 포로들이 한대 뭉쳐 제17SS기갑척탄병사단을 공격했다. 이 전투는 미군 XXI 군단 산하 제36보병사단 제142보병연대가 도착하여 구출할 때까지 계속되었다.
이 전투에 참여한 프랑스 레지스탕스 중에서는 전 총리, 장군, 테니스 선수도 포함되어 있었다. 또한 전쟁 기간 미군과 독일군이 동맹을 맺고 같은 편에서 전투한 유일한 전투로 추측되기도 한다. 대중들에게는 제2차 세계 대전 중 "가장 이상한 전투"로 알려져 있기도 하다.

## 배경
이터성(독일어: Schloss Itter)은 오스트리아의 이터 마을 근처에 있는 작은 성이다. 독일이 오스트리아를 병합한 이후, 1940년 말 독일 정부는 공식적으로 성 소유자인 프란츠 그뤼너에게 성을 임대받았다.
1943년 2월 7일에는 하인리히 히믈러의 명령에 따라 SS중장 오스왈드 폴이 성을 강제로 장악했다. 4월 25일에는 성을 포로수용소로 완전 개조했으며 이 시설은 다하우 강제 수용소의 관리 하에 두어졌다.
이 감옥에는 국가에 중요인물로 지정된 고위층 인물들을 수용하였다. 이곳에 수용된 인사 중에는 테니스 선수 진 보로트라, 전 총리 에두아르 달라디에와 폴 레노, 전 참모총장 막심 베이강과 모리스 가믈랭, 샤를 드 골의 누나 마리아녜스 카이오, 우익연맹의 지도자이자 레지스탕스 최측근인 프랑수아 드 라 로크, 프랑스 노동조합 지휘자 레옹 주오 등이 있었다. 프랑스 VIP 포로 외에도 다하우 강제수용소에서 차출된 동유럽인 포로들이 이터성으로 옮겨저 유지보수 및 기타 잡노동을 맡았다.

## 전투

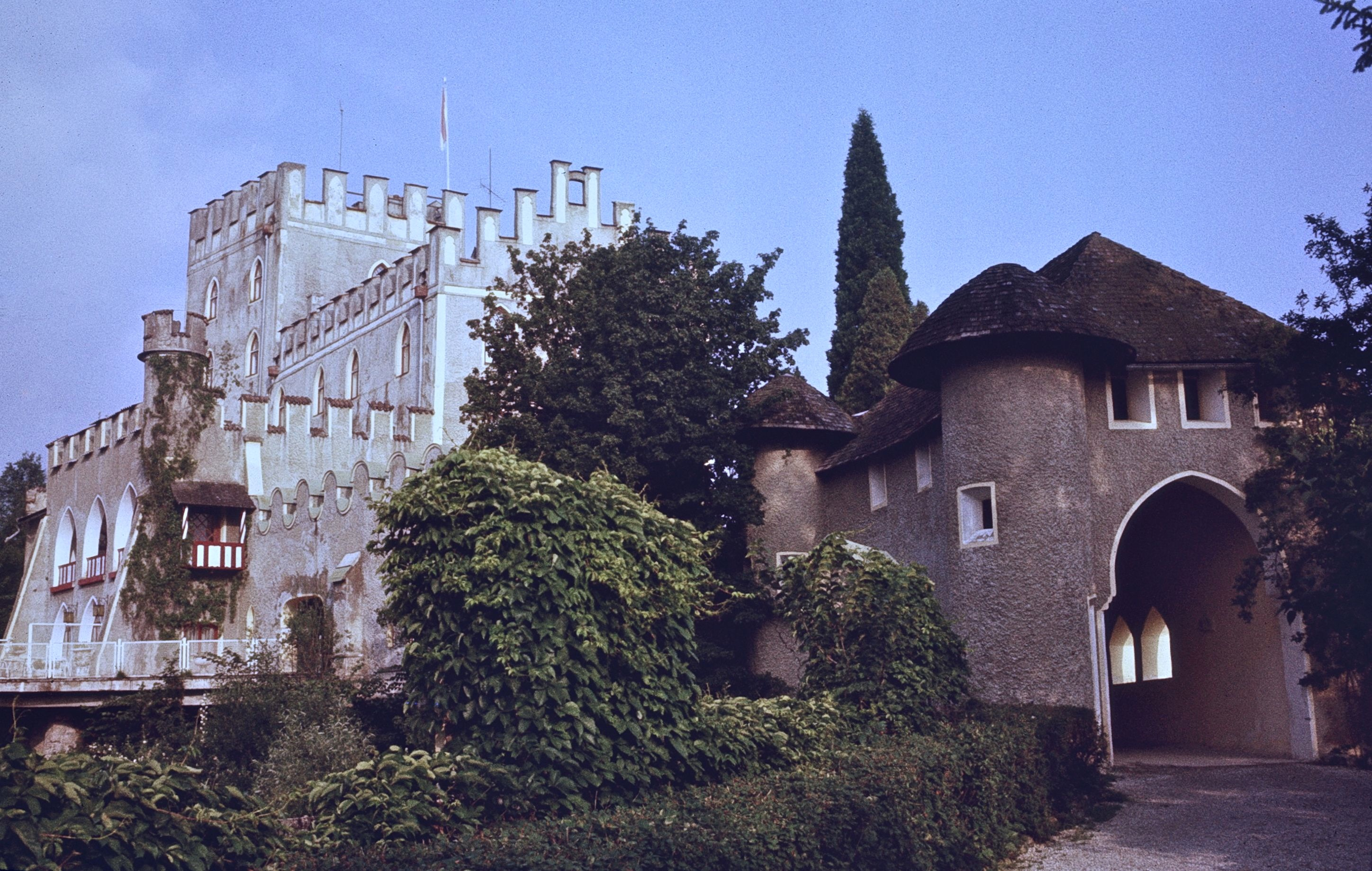
성 정문 (1979년 촬영)

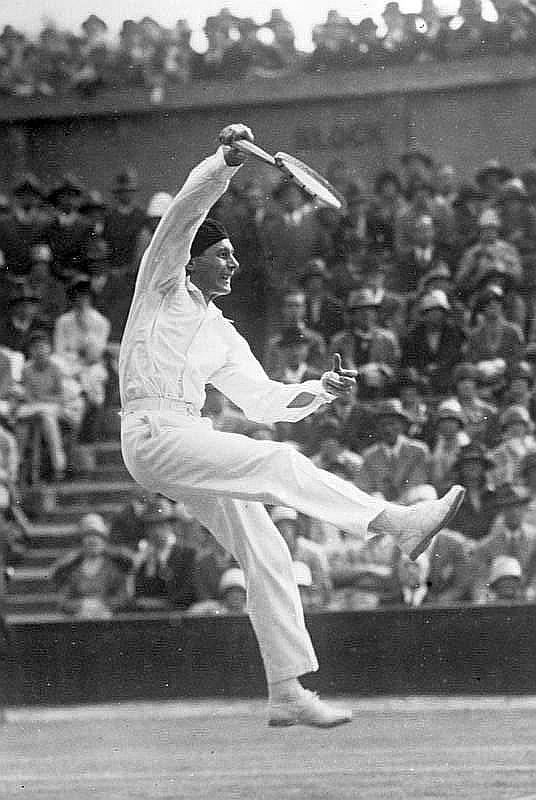
1932년 촬영한 프랑스의 테니스 선수 진 보로트라. 그는 총 3번 탈출했으며, 마지막은 전투 중반 지원군으로 자원 소집되던 도중 탈출했다.

5월 3일, 이터성 수용소에서 잡역부로 일했던 유고슬라비아 공산주의 레지스탕스 단원 중 한명인 즈보니미르 추코비치가 사령관 세바스탄 비멜에게 심부름을 한다는 핑계로 이터성을 탈출했다. 그는 연합국의 지원을 바란다는 영어로 쓴 편지를 가지고 탈출했고, 처음으로 만난 미국인에게 이 편지를 주기로 마음먹었다.
그는 산에서 5km 아래 있는 뵈길 마을에 도착했으나 그 마을은 여전히 독일군 점령 하에 있었다. 추코비치는 더 내려가 64km 떨어진 인스브루크 앞 인 강 계곡까지 갔다. 늦은 저녁 그는 도시 외곽에 도착하여 미군 제4(VI)군단 제103보병사단 제409보병연대 선봉대와 마주쳤고 병사들에게 성의 포로에 대해서 알려주었다. 이 병사들은 구출작전을 승인할 권한은 없었지만 추코비치에게 5월 4일까지 본부로부터의 응답을 받아내겠다고 약속했다.
새벽에 중무장한 부대가 차출되어 진격했지만 이터 마을과 절반 지점인 옌바흐 마을에서 중포격을 받고 진격을 멈췄다. 결국 동쪽에 있는 미군 제36보병사단에게 지원을 요청했지만 지프차 2대의 보조지원만 받았다.
한편 추코비치가 돌아오지 못한 사이 5월 2일 다하우의 마지막 지휘관 에두아르드 베터가 성에서 자살한 후 비멜은 공포감에 빠졌고 이터성을 버렸다. 이후 죄수들이 성을 장악하고 남아 있는 무기로 무장한 직후 SS해골부대가 그리로 파견되었다.
추코비치의 상황을 알지 못한 성 내부에서, 5월 4일 한낮에 감옥 지도자는 체코인 요리사 안드레아스 크로보트가 도움을 요청하기 위해 자전거로 뵈길까지 가기로하였다. 비슷한 메모를 지닌 채 떠난 크로보트는 뵈길 마을 근처에서 오스트리아 레지스탕스와 접촉하는데 성공했다. 한편 뵈길 마을은 독일 국방군이 마을을 버렸으나 배회하던 SS가 다시 재점령한 상태였다. 그는 후퇴하라는 명령을 무시하고 지역 레지스탕스에게 항복한 남은 독일 국방군 병사들의 지휘관인 조세프 게질 소령에게 가서 지휘를 받게 되었다.
게질은 성의 포로들을 해방시키고자 했지만, 잘 방어된 SS 병력 앞에서 자기 휘하의 소수의 군대를 자살에 가까운 공격으로 희생시키는 것은 원하지 않았다. 결국 그는 지나다니면서 백기 또는 오스트리아 국기가 걸려있는 집에 총을 쏘고, 탈영병, 반역자, 폐퇴자로 낙인찍힌 사람들을 총살하고 다니는 SS로부터 마을 주민들을 보호하기 위해 병력을 빼지 않기로 하였다. 그는 미군이 하루빨리 뵈길 마을에 도착하여 미군에게 항복하기만을 기다리고 있었다.
한편 리 지휘하의 미군 XXI 군단 제12기갑사단 23전차대대의 정찰대 M4 셔먼 4대는 북쪽으로 13km 떨어진 오스트리아 쿠프슈타인에 도착했다. 그곳의 중앙광장에서 12사단은 제36보병사단을 기다릴 동안 휴식을 취했다. 게질의 구호 지원 요청을 받은 리 대위는 주저하지 않고 바로 구조 임무를 지원하기로 결정하고 본부에서 작전 허가를 받아냈다.
게질 소령은 그의 볼프츠바켄 퀴벨바켄 차를 타고 성을 정찰한 후 리 대위는 전차 2대를 후방으로 뺐으나 전차 5대를 더 증원하고 도착한지 얼마 되지 않은 제36보병사단 제125보병연대를 보병 지원용으로 파병했다. 하지만 진군 도중에 리 대위는 다리가 열을 두번은커녕 한번 건너기에도 너무 약하다고 보여 지원군을 되돌려야 했다. 전차 1대를 이 열을 보호하기 위해 뒤로 돌리면서 결국에는 미군 병사 14명, 게질 소령, 운전병, 항복한 독일 포병 병사 10명을 싣은 트럭만 남아 다시 떨어졌다. 그들은 성으로부터 6km를 앞둔 지점에서 도로를 막고 있던 SS 병사들을 무력화했다.

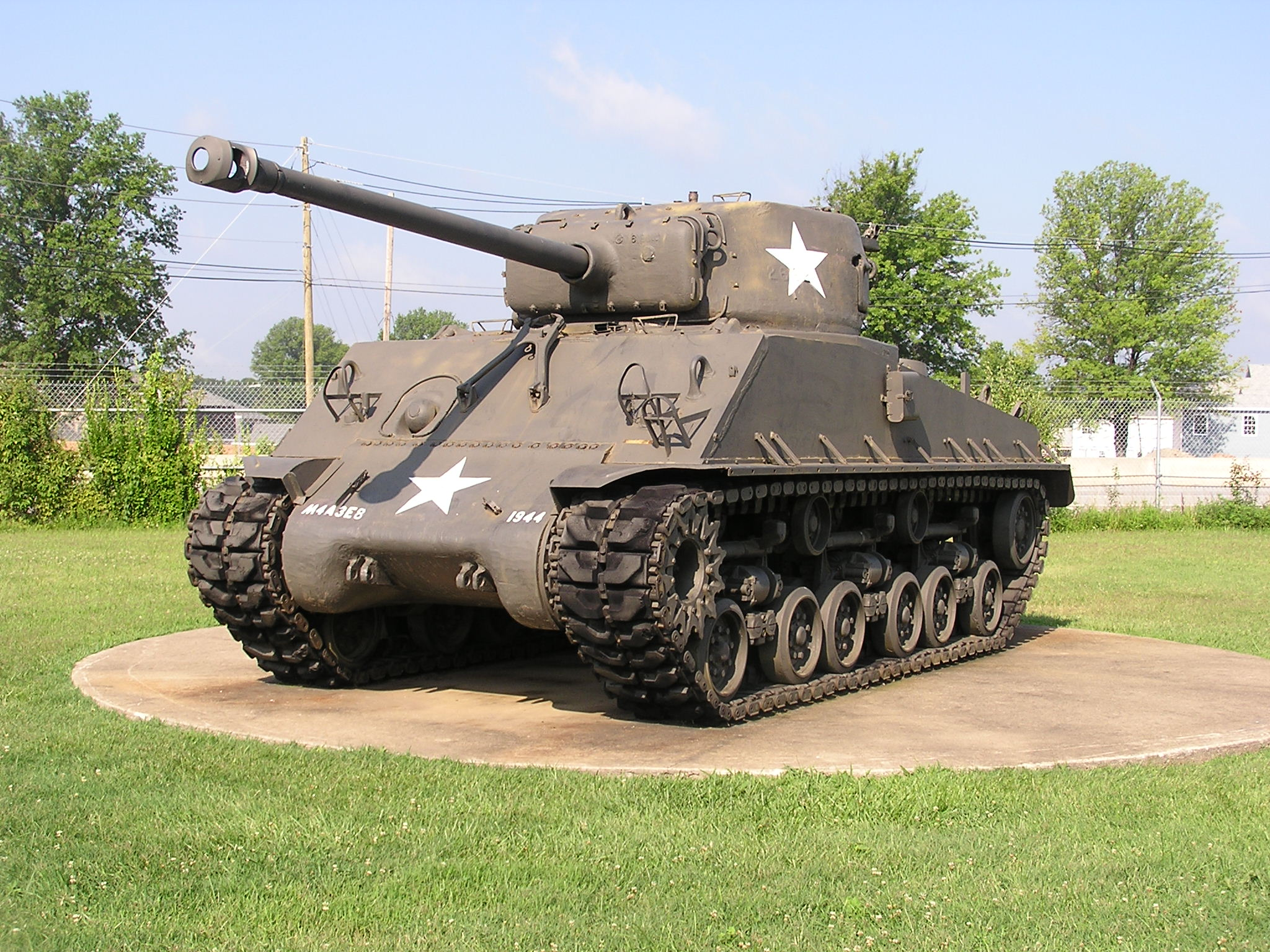
M4A3E8 셔먼 중형전차

한편 프랑스인 포로들은 우호적인, 부상으로 성에서 요양하고 있던 SS장교 쿠르트지그프리드 시라델에게 방어를 맡아달라고 부탁했다. 그러던 중 겨우겨우 리 대위는 성에 도착했을 때 포로들은 구호병력들을 환호했으나 이내 적은 수의 병력에 실망하고 만다. 리 대위는 가용 가능한 병력들을 성 주변을 방어하도록 했으며 전차 1대는 성 정문에 배치하였다.
리 대위는 프랑스인 포로들에게 숨어있으라고 말했지만, 그들은 밖에서 남아서 미군, 독일 국방군과 함께 같이 싸웠다. 밤동안 수비군은 방어 강도를 보고 약점을 조사하기 위해 파견된 정찰병을 마주쳤다. 5월 5일 아침엔 100-150명 가까이 되는 SS 병력이 공격을 시작했다. 공격 시작 전 게질 소령은 뵈길의 오스트리아 저항군 지도자 알로스 메이어와 전화 연락에 성공하여 지원을 요청했으나, 독일군 2명과 성 근처에 있던 10대 오스트리아 저항군 병사 한스 바틀만 충원할 수 있었다. 셔먼 전차는 기관총으로 화력 지원을 하였으나, 무장친위대의 8.8 cm 대공포 공격으로 무력화되어 이후에는 지원을 할 수 없었다. 다행이도 이 때에 전차에는 고장난 장비를 수리하던 무선기사가 탈출 도중 부상을 입은 것 외에는 사상자가 없었다.
한편 이른 오후 즈음 수비군의 상황이 절망적이였을 때 지원군이 파견되었다. 한편 그가 통신선이 끊기기 전 적 및 주변 상황에 대한 정보를 완벽하게 얻지 못하여 리 대위는 테니스 선스 보로트라에게 성벽을 뛰어넘어 SS의 방어가 센 지점으로 가서 매복하겠다는 모험적인 제안을 수락했다. 다행이 보로트라는 수비군의 마지막 탄열을 다 쓰기 전에 감옥으로 급히 증원된 병력에 합류하는 데 성공했다.
오후 4시 증원군이 도착하면서 SS 병력은 패퇴하였다. 최종적으로 SS 병력 100명을 포로로 잡았다. 이날 저녁에는 프랑스 포로들이 전부 프랑스 쪽으로 되돌려져 5월 10일 파리에 도착했다.

## 역사적 의미
이터성 전투에 참여한 리 대위는 수훈 십자장을 수여받았다. 가젤 소령은 전투 중 전 총리 폴 레노를 구해주기 위해 움직이던 도중 저격수의 총알에 맞아 사망했으나 사후 오스트리아의 국가영웅으로 추대되었고 뵈길에는 그의 이름을 딴 거리가 지어졌다. 역사학적으로는 이 전투는 제2차 세계 대전 중 가장 이상한 전투로 대중에게 알려져 있다. 또한 이 전투는 아돌프 히틀러가 자살한지 5일 후, 독일의 항복문서가 작성되기 이틀 전에 일어난 전투이다. 이 전투는 독일군과 미군이 2차대전 중 같은 편에 서서 전투한 유일한 전투이기도 하다.

## 문화에서의 인용
스웨덴의 파워 메탈 밴드 사바톤의 곡 "The Last Battle"은 이터성을 주제로 씌였다.

## 서지
- Harding, Stephen (2013년). 《The Last Battle: When U.S. and German Soldiers Joined Forces in the Waning Hours of World War II in Europe》. Da Capo Press. ISBN 978-0-306-82209-4.
- Mayer, John G. (1945년 5월 26일). “12th Men Free French Big-Wigs”. 《Hellcat News》 (12th Armored Division).
- Roberts, Andrew (2013년 5월 12일). “World War II’s Strangest Battle: When Americans and Germans Fought Together”. 《The Daily Beast》.